# 埃姆登深淵
埃姆登深淵（英語：Emden Deep）又被稱為加拉蒂亞深淵（英語：Galathea Deep），是菲律賓海溝中10,540公尺深的深淵，在太平洋西南部超過6,000公尺的深度。
它最初由德國的埃姆登號輕巡洋艦在1927年發現，1951年由丹麥的加拉蒂亞號船在加拉蒂亞第二次考察中首次進行詳細的探索，其名稱即來自於此。在丹麥考察期間收集的生物樣本首次表明，各種各樣的魚類、兩棲動物、棘皮動物和細菌不僅在海洋的最深處生存，而且還在蓬勃發展。在考察時，菲律賓海溝是海洋中已知最深的部分。
2021年3月23日，美國海底探險家維克多·維斯科沃和菲律賓海洋學家蒂奧·弗洛倫斯·安達首次載人下潛至埃姆登深淵。考察結果包括在水下地貌的海底附近發現了大量塑膠垃圾。